# Азотиста киселина
Азотистата киселина (HNO2) е слаба нетрайна киселина, известна само в разредени водни разтвори. Притежава и окислително-редукционни свойства. Използва се за получаване на диазосъединения, нитрити (соли на азотистата киселина).

## Структура и получаване
- Структурната формула на азотистата киселина е:

O=N-O-H
|                          |                        |           |
| размери на транс формата | модел на транс формата | цис форма |

- Азотистата киселина се получава по следния начин:

2NO2 + H2O → HNO2 + HNO3